# Законный представитель (китайское право)
Законный представитель (юридический представитель) в китайском праве — должность в компании, зарегистрированной в соответствии с китайским законодательством.
В соответствии с законом КНР «О компаниях» законный представитель имеет право представлять интересы и права компании непосредственно, не оформляя дополнительных документов — Доверенности, приказов и иных разрешений. Именно законный представитель имеет непосредственное право подписи документов компании (договоров, соглашений, приказов и т. д.)
В соответствии с последней редакцией закона КНР «О компаниях» (1993 год, п.45, 51) законным представителем китайской компании выступает председатель совета директоров или исполнительный директор (для компаний, где не создается совет директоров).
Фамилия и имя законного представителя указывается во всех регистрационных документах китайской компании, а также указывается в тексте Устава компании. При смене законного представителя необходимо предоставить данные нового лица в Торгово-промышленную администрацию и осуществить замену всего пакета регистрационных документов.
Законным представителем китайского предприятия может быть как резидент, так и не резидент КНР, в обязательном порядке — физическое лицо.